# NGC 6832
NGC 6832 est un groupe d'étoiles, situé dans la constellation du Cygne. Il a été découvert par l'astronome britannique John Herschel en 1831.
Les bases de données NASA/IPAC, Simbad et HyperLeda indiquent qu'il s'agit d'un amas ouvert. Cependant, avec un âge de trois milliards d'années, ce serait plutôt un groupe d'étoiles car les amas ouverts ne survivent pas aussi longtemps.